# 2002 w informatyce
Kalendarium informatyczne 2002 roku
- marzec – wydano Adobe Photoshop 7.0[1].
- 10 kwietnia – Space Sciences Laboratory przy Uniwersytecie Kalifornijskim w Berkeley rozpoczął projekt BOINC[1].
- 3 maja – zakończono fuzję firm Hewlett-Packard i Compaq[1].
- 7 maja – działalność rozpoczęła firma HP-Compaq[1].
- 3 października – eBay kupił PayPal[1].
- 19 grudnia – Microsoft wydał DirectX 9[1].
- Wydano pakiet biurowy OpenOffice.org 1.0[1].